# Rote Mühle (Falkenberg)

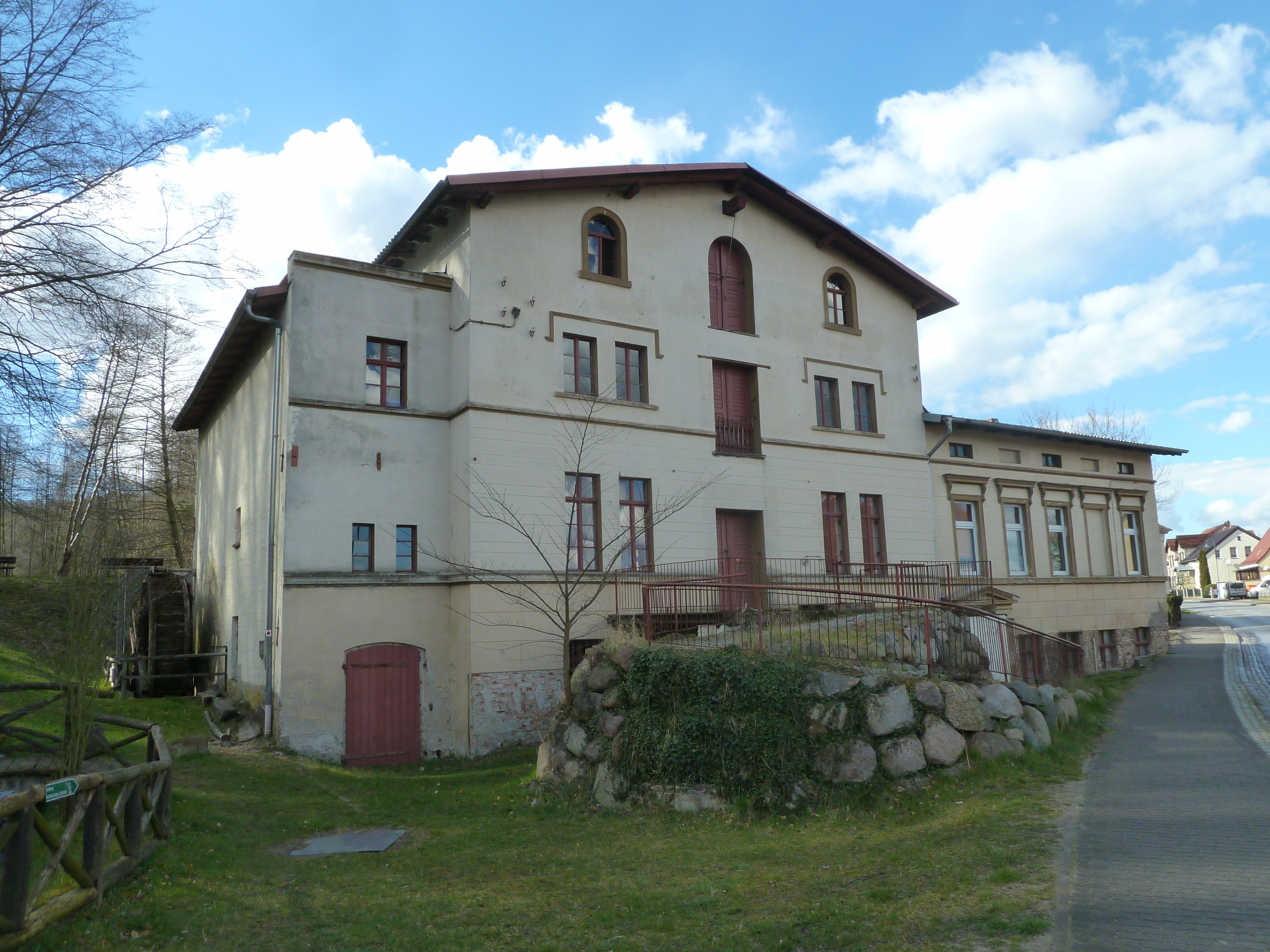
Falkenberg, Rote Mühle

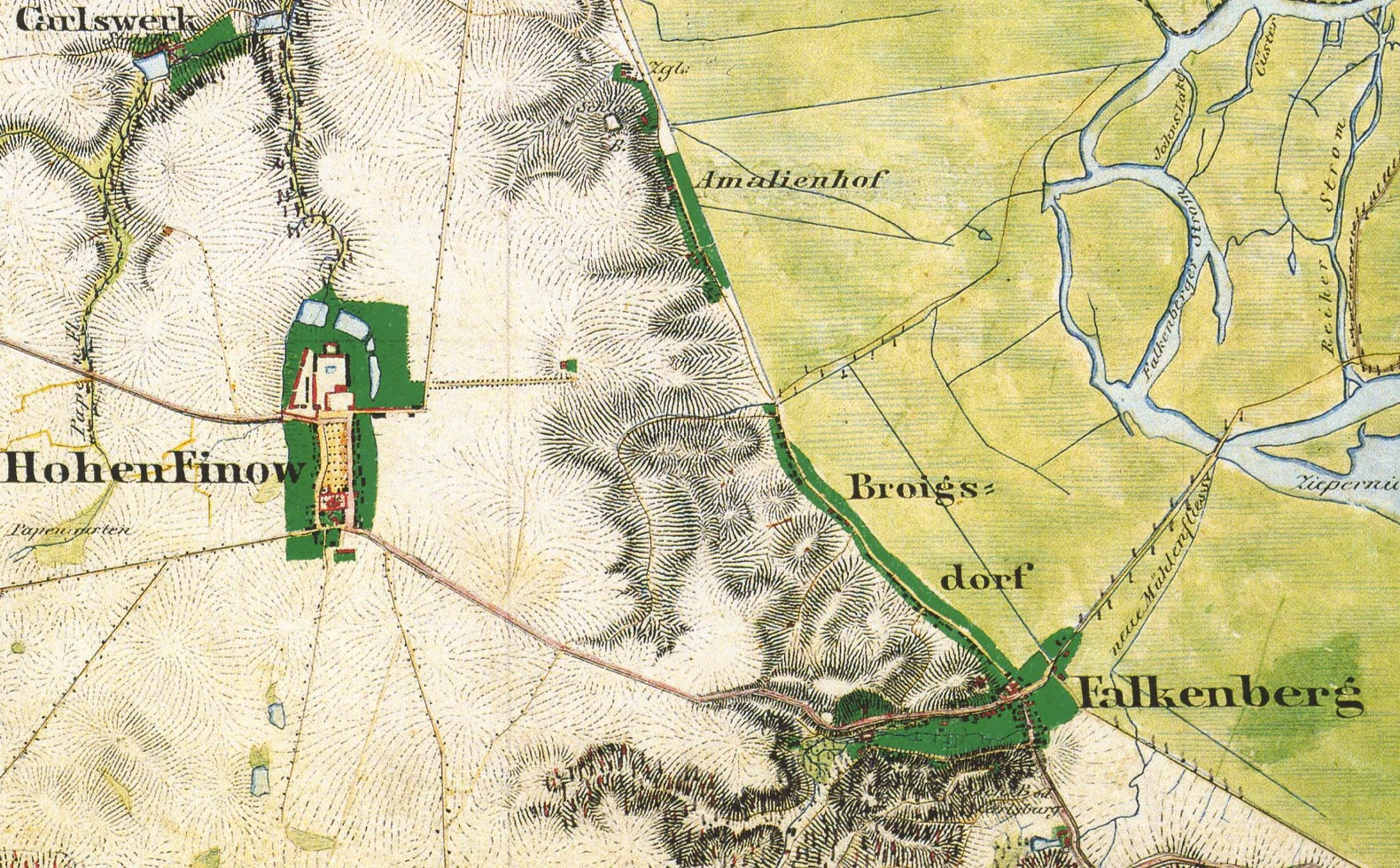
Gemeinde Hohenfinow mit Wohnplatz Karlswerk, und Gemeinde Falkenberg, Ortsteil Falkenberg/Mark mit Wohnplätzen Amalienhof und Broichsdorf, Ausschnitt aus dem Urmesstischblatt 3149 Falkenberg von 1844

Rote Mühle war eine Wassermühle und ein Wohnplatz im heutigen Ortsteil Falkenberg/Mark der Gemeinde Falkenberg im Landkreis Märkisch-Oderland (Brandenburg). Er gehörte Ende des 18. Jahrhunderts bis Mitte des 19. Jahrhunderts zur Gemeinde Broichsdorf, die heute selber ein Wohnplatz von Falkenberg/Mark ist, war dann aber gegen Ende des 19. Jahrhunderts in der Zugehörigkeit zwischen Broichsdorf und Falkenberg/Mark umstritten. Die Streitigkeiten endeten erst 1928 mit der Eingemeindung von Broichsdorf in die damalige Gemeinde Falkenberg/Mark. Falkenberg/Mark verlor seine Selbstständigkeit 2001 durch den Zusammenschluss mit zwei anderen Gemeinden zur (Groß-)Gemeinde Falkenberg. Die Verwaltungsaufgaben der Gemeinde Falkenberg werden vom Amt Falkenberg-Höhe wahrgenommen.

## Lage
Der Wohnplatz Rote Mühle liegt an der B 167 (in Falkenberg/Mark: Karl-Marx-Straße) zwischen den Einmündungen von Fontaneweg und Lindenstraße; es ist das Haus Karl-Marx-Straße 26. Etwas oberhalb der Mühle liegt der ehemalige Mühlteich, der vom Hammerfließ gespeist wird. Das Hammerfließ entspringt am Oderabhang etwas unterhalb des Hauses Burgstraße 32, nimmt dann noch weitere Quellen auf, bevor es in den Mühlteich einmündet. Unterhalb der Mühle wird es unter der B 167 hindurch geleitet und mündet dann in den Falkenberggraben, der schließlich im Oderbruch in den Freienwalder Landgraben mündet.
Trotz ihrer Lage unmittelbar südöstlich des Ortskerns von Falkenberg/Mark gehörte die Mühle zunächst nicht zum Gemeindebezirk Falkenberg/Mark, sondern zum Gemeindebezirk Broichsdorf, war also eine Exklave von Broichsdorf.

## Geschichte
Die Rote Mühle wurde bereits mit der Anlage von Broichsdorf (um/vor) 1776 (oder nur wenig später) und vermutlich noch durch Gottfried von Jena († 1775) geplant und aufgebaut (?). 1784 ist sie jedenfalls urkundlich erwähnt. Die Herkunft des Namens ist ungeklärt, vielleicht von der Gebäudefarbe (Ziegelbau). Lokal wird sie auch „Bendlersche Mühle“ genannt.
Die Mühle wurde wie bereits erwähnt vom Hammerfließ, lokal auch Hammelfließ genannt, angetrieben. Das Hammerfließ hat seinen Namen nach einem um 1584 in Falkenberg betriebenen Eisenhammer. Der genaue Standort, und wie lange dieses Werk arbeitete, ist leider nicht bekannt. Es ist jedoch zu vermuten, dass die Rote Mühle auf oder nahe dem Areal dieses Hammerwerkes angelegt wurde.
Die Rote Mühle wurde vom Vormund der damals noch minderjährigen Erben von Cöthen, Gottfried (1767–1831) und Carl Friedrich von Jena (1770–1838), Leopold von Reichenbach auf Steinbeck zunächst in Erbpacht vergeben. 1784 ist der Erbpächter Christian Brauer in Rote Mühle Mitglied der Wriezener Müllerinnung. Am 22. März 1802 erhielten die Brüder Carl Ludwig Huwe und Christian Friedrich Huwe die Rote Mühle in Erbpacht. Ab dem 27. August 1803 waren Christian Friedrich Huwe und seine Ehefrau Caroline Erbpächter der Mühle.
Im 23. Januar 1805 verkaufte der Cöthener Gutsherr Carl Friedrich von Jena die Rote Mühle mit Wohnhaus und Scheune für 7000 Taler an den aus Wriezen stammenden Mühlenmeister Ludwig Stabow und dessen Frau Maria Augustine. Das Unternehmen scheint aber nicht erfolgreich gewesen zu sein, denn am 10. April 1811 musste Ludwig Stabow die Rote Mühle für nur 5600 Taler an den Mühlenmeister Johann Georg Seidel verkaufen. Sie wird von Friedrich Wilhelm Bratring 1801 und auch im Ortschafts=Verzeichniß des Regierungs=Bezirks Potsdam nach der neuesten Kreiseintheilung vom Jahre 1817
nicht erwähnt. Erst Augustin von Sellentin (1841) erwähnt die Rote Mühle unter Broichsdorf; allerdings ohne nähere Angaben.
Im Urmesstischblatt ist der Wohnplatz ohne Benennung als Gehöft mit zwei Gebäuden und dem Mühlteich eingezeichnet. Das bereits im Oderbruch gelegene Unterwasser wird als neue(s) Mühlenfliess bezeichnet.
Am 25. Oktober 1853 kaufte Christian Friedrich Bochow die Rote Mühle. Nur wenige Jahre später verkaufte er die Mühle weiter an Louis Schulz. Dieser baute eine Dampfmaschine zur Unterstützung der Mahlleistung ein. Eduard Fidicin in seinen Die Territorien der Mark Brandenburg (von 1856) und Richard Boeckh in seiner Ortschafts-Statistik des Regierungs-Bezirks Potsdam mit der Stadt Berlin von 1861 (Stand: 1858) beschreiben die Rote Mühle als Dampfmühle bzw. als dampfgetriebene (oder besser wohl unterstützte) Getreidewassermühle unter der Gemeinde Broichsdorf. Allerdings war das Unternehmen wenig profitabel oder Louis Schulz hatte sich finanziell übernommen. 1858 wurde jedenfalls ein Konkursverfahren gegen Schulz eingeleitet. 1864 wurde die Mühle schließlich versteigert und von Mühlenmeister Fritz Bendler erworben. Fritz Bendler modernisierte die Mahltechnik weiter. 1871 lebten im Wohnplatz Dampfmühle Rothemühle neun Personen in einem Wohnhaus. 1885 hatte die Rothemühle zehn Einwohner, 1895 waren es sechs Einwohner. Bis dahin wurde die Rote Mühle immer unter Broichsdorf geführt. 1894 kamen aber Streitigkeiten über die kommunale Zugehörigkeit der Roten Mühle zwischen Broichsdorf und Falkenberg/Mark auf. Sie endeten erst mit der Eingemeindung von Broichsdorf 1928 in die Gemeinde Falkenberg/Mark.
Mit der Elektrifizierung von Falkenberg/Mark wurde auch die Rote Mühle auf Elektroantrieb umgebaut. Die Wasserkraft des Hammerfließes wurde aber zusätzlich weiterhin genutzt. Fritz Bendler verpachtete die Mühle nach dem Ersten Weltkrieg an den Müllermeister Wilhelm Schirm. Der letzte Pächter war ein Müllermeister Rackow. 1946 wurde die Achse des Wasserrades repariert, d. h. das Wasserrad war zu dieser Zeit noch funktionsfähig und wurde auch zur Unterstützung des Mahlbetriebes genutzt. Nach 1950 übernahm die örtliche LPG die Mühle und nutzte sie nur noch zur Futtermittelherstellung. 1969 war Rote Mühle Betriebsteil der LPG Falkenberg/Mark.
Nach der Wende wurde im Jahre 1990 der Mahlbetrieb eingestellt, und die Mühle stand bis 1999 leer. 1999 wurden Grundstück und Mühle von Hans-Hermann Kröger erworben. Am Pfingstmontag 2001 am deutschen Mühlentag war die Mühle zum ersten Mal öffentlich zugänglich. Das Nutzungskonzept sah eine Erlebnisgastronomie mit Schaumühle und Mühlenmuseum vor. Zudem waren Ferienwohnungen im Gebäude geplant. Es blieb aber weitgehend bei einem Nutzungskonzept.
2013 übernahm ein neuer Besitzer das Anwesen. Seitdem fanden von Zeit zu Zeit einzelne kulturelle Veranstaltungen in der Mühle statt. 2022 pachtete ein Kulturverein die Mühle, um dort einen kulturellen Veranstaltungsort in der Region einzurichten.

## Kommunale Zugehörigkeit
Die Rote Mühle war die Zwangsmahlmühle für die Gemeinde Broichsdorf und wurde wohl zeitgleich oder nur wenig später angelegt. Sie gehörte nach den verschiedenen topographischen Beschreibungen und Gemeindelexika immer zu Broichsdorf. Mit der Kreis- und Amtsbezirksreform von 1872/74 wurde sie dem Amtsbezirk Nr. 1 Cöthen des Kreises Oberbarnim zugewiesen. Amtsvorsteher war Wilhelm von Jena auf Cöthen. Wenig verständlich ist daher, dass 1894 Streitigkeiten zwischen Falkenberg/Mark und Broichsdorf um die kommunale Zugehörigkeit von Rote Mühle begannen. 1928 wurde Broichsdorf schließlich zusammen mit Amalienhof in die Gemeinde Falkenberg (Mark) (sic!) eingegliedert. Damit endeten auch die Streitigkeiten um die kommunale Zugehörigkeit der Roten Mühle. 1932 war Broichsdorf ein Wohnplatz, 1957 und 1973 ein Ortsteil von Falkenberg/Mark. Der ehemalige Wohnplatz Rote Mühle ist in der Bebauung von Falkenberg/Mark aufgegangen und wird nicht mehr als separater Wohnplatz ausgewiesen.

## Mühlenbauliche Anlagen

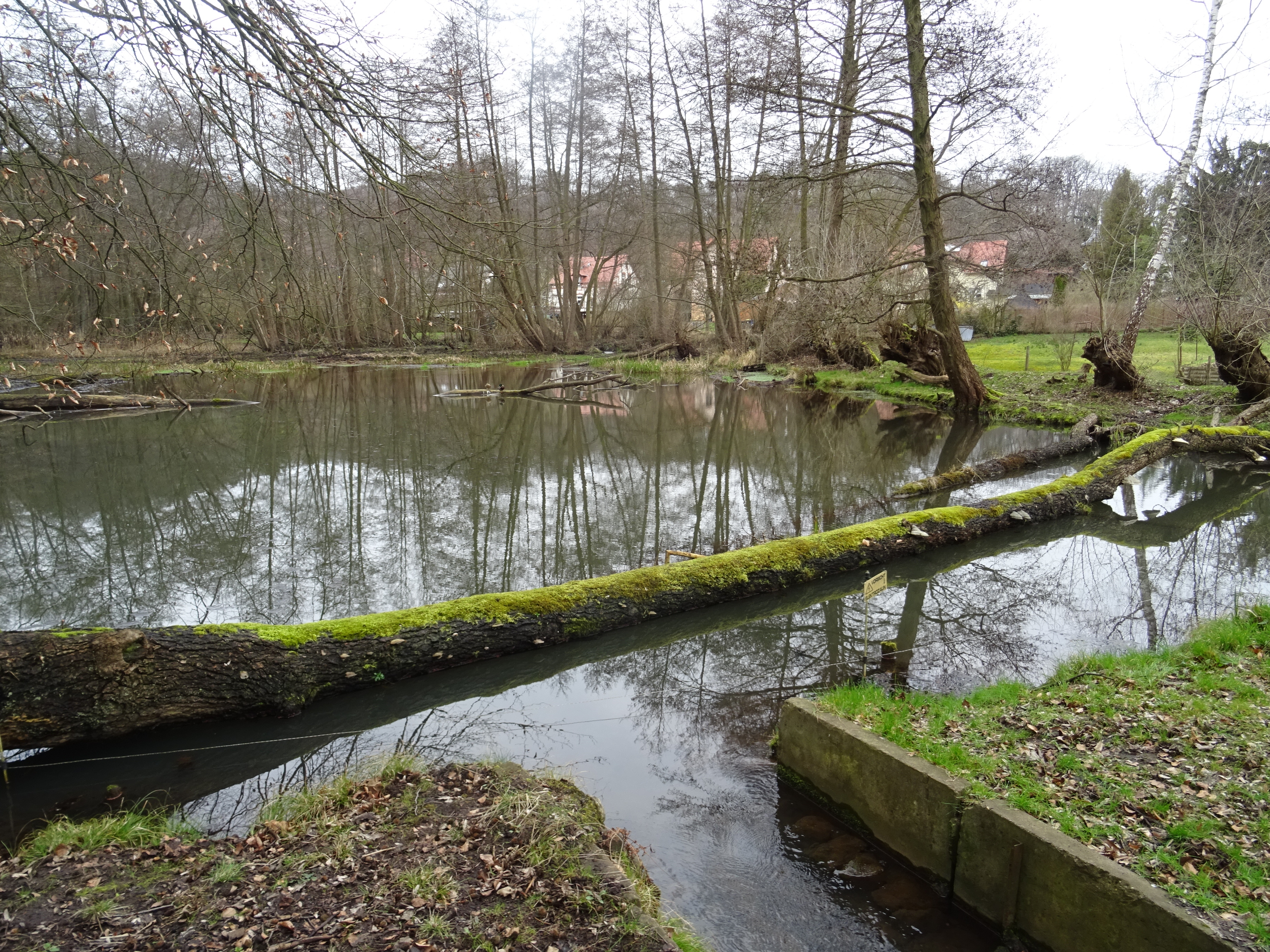
Mühlenteich

Vor der Mühle wurde ein Mühlenteich angestaut und über das Gerinne zu einem eisernen, oberschlächtigen Wasserrad mit einem Durchmesser von 9 Metern geleitet. Unterhalb der Mühle
wird das Unterwasser als Hammerfließ bezeichnet. Nach 1950 wurden das eiserne Wasserrad und die nicht mehr benötigte Mahltechnik ausgebaut und verschrottet oder verkauft. 2001 genehmigte das Amt Falkenberg-Höhe den Einbau eines oberschlächtigen, hölzernen Wasserrades von 4 Metern Durchmesser. In unregelmäßigen Abständen wurde das Wasserrad wieder in Bewegung gesetzt. Es ist heute bereits wieder stark reparaturbedürftig.

## Mühlenmeister und Müller (Übersicht)
- 1784 Christian Brauer[1]
- 1802 Carl Ludwig Huwe, Carl Friedrich Huwe
- 1803 Carl Friedrich Huwe und seine Frau Caroline, Erbpächter
- 1805 Ludwig Stabow und seine Frau Maria Augustine, Eigentümer
- 1811 Johann Georg Seidel, Mühlenmeister
- 1853 Christian Friedrich Bochow
- 1858 Mühlenbesitzer Louis Schulz, Konkurs[14]
- 1864 Fritz Bendler, Mühlenmeister
- 1922 Wilhelm Schirm, Pächter und Mühlenmeister, Besitzer: Fritz Bendler[15]
- 1929 Friedrich Bendler (genannt Fritz) (nicht lesbar bei Google Books), Mühlenbesitzer[16]
- um 1930 Rackow, Pächter